# Agnesiella decorata
Agnesiella decorata är en insektsart som först beskrevs av Ghauri 1974.  Agnesiella decorata ingår i släktet Agnesiella och familjen dvärgstritar. Inga underarter finns listade i Catalogue of Life.